# Secosteroïde

Cholecalciferol (vitamine D3), een voorbeeld van een 9,10-secosteroïde. De trieen-substructuur die aan de onderste ring vastzit, is het resultaat van ringbreking.

Het koolstofskelet van een steroïde. De B-ring wordt verbroken tussen C9 en C10 om de vitaminen D te vormen.

Een secosteroïde is een steroïde met een ‘gebroken’ aromatische ring. Een normaal steroïdemolecuul bevat vier aaneengesloten koolstofringen. Bij een secosteroïde is in een van die ringen (doorgaans de middelste zesring) een enkelvoudige binding verbroken, waardoor de overige ringen niet meer naast elkaar liggen en er drie losse dubbele bindingen overblijven. De term ‘secosteroïde’ komt van het Latijnse secare (knippen) en het Griekse stere van stereos (stevig, driedimensionaal).
Secosteroïden worden beschouwd als een chemische subklasse van steroïden, maar kunnen ook gezien worden als een groep derivaten van de steroïden. De namen zijn afgeleid van de koolstofatomen (van een standaard steroïdeverbinding) in de ring waartussen de binding is verbroken. Zo is een 9,10-secosteroïde ontstaan uit de splitsing van de binding tussen koolstofatomen C9 en C10 van de B-ring.
Vitamine D is een standaardvoorbeeld van een secosteroïdeverbinding. In zoogdieren wordt vitamine D3 gevormd uit 7-dehydrocholesterol, waarbij een van de ringen onder invloed van ultraviolet licht openbreekt (fotolyse). In planten gebeurt dit op analoge wijze door een ringbreking in ergosterol. Secosteroïden zijn multifunctioneel voor vele levensprocessen, zoals bij calciumstofwisseling en energieomzettingen. Stoffen die verwant zijn aan vitamine D, zoals calcidiol, calcitriol en lumisterol behoren ook tot de secosteroïden.
Naast planten en zoogdieren zijn er ook tientallen vormen van secosteroïden geïsoleerd uit hoornkoralen.